# Стокдейл (Пенсільванія)
Стокдейл (англ. Stockdale) — місто (англ. borough) в США, в окрузі Вашингтон штату Пенсільванія. Населення — 421 особа (2020).

## Географія
Стокдейл розташований за координатами 40°4′59″ пн. ш. 79°51′3″ зх. д. / 40.08306° пн. ш. 79.85083° зх. д. (40.083020, -79.850922).  За даними Бюро перепису населення США в 2010 році місто мало площу 0,80 км², з яких 0,70 км² — суходіл та 0,10 км² — водойми.

## Демографія
Згідно з переписом 2010 року, у селищі мешкали 502 особи в 228 домогосподарствах у складі 140 родин. Густота населення становила 629 осіб/км².  Було 249 помешкань (312/км²).
Расовий склад населення:
| - 98,0 % — білих |

До двох чи більше рас належало 2,0 %. Частка іспаномовних становила 0,8 % від усіх жителів.
За віковим діапазоном населення розподілялося таким чином: 20,7 % — особи молодші 18 років, 60,4 % — особи у віці 18—64 років, 18,9 % — особи у віці 65 років та старші. Медіана віку мешканця становила 42,9 року. На 100 осіб жіночої статі у селищі припадало 97,6 чоловіків;  на 100 жінок у віці від 18 років та старших — 92,3 чоловіків також старших 18 років.
Середній дохід на одне домашнє господарство  становив 52 361 долар США (медіана — 41 012), а середній дохід на одну сім'ю — 68 419 доларів (медіана — 48 750). За межею бідності перебувало 8,5 % осіб, у тому числі 0,0 % дітей у віці до 18 років та 6,7 % осіб у віці 65 років та старших.
Цивільне працевлаштоване населення становило 204 особи. Основні галузі зайнятості: освіта, охорона здоров'я та соціальна допомога — 21,1 %, роздрібна торгівля — 19,6 %, виробництво — 10,3 %, будівництво — 9,3 %.